# Dystasia laosica
Dystasia laosica es una especie de escarabajo longicornio del género Dystasia, familia Cerambycidae. Fue descrita científicamente por Breuning en 1965.
Habita en Laos. Los machos y las hembras miden aproximadamente 12-16 mm. El período de vuelo de esta especie ocurre en los meses de marzo, abril, mayo, junio y julio.